# Häften för kritiska studier
Häften för kritiska studier är en oberoende socialistisk teoretisk tidskrift som startade 1968 inom gruppen Unga Filosofer. Den fick stor betydelse bland vänsterintellektuella som stod den så kallade nya vänstern nära. Tidskriften är en svensk motsvarighet till brittiska New Left Review.